# Krassóalmás
Krassóalmás (románul:  Iabalcea) falu Romániában, a Bánságban, Krassó-Szörény megyében. Az első világháborúig Krassó-Szörény vármegye, Resicabányai járásához tartozott.

## Nevének változásai
1839-ben, 1863- 1900-ig Jabalcsa. 1920-ban Jabalcea.

## Népessége

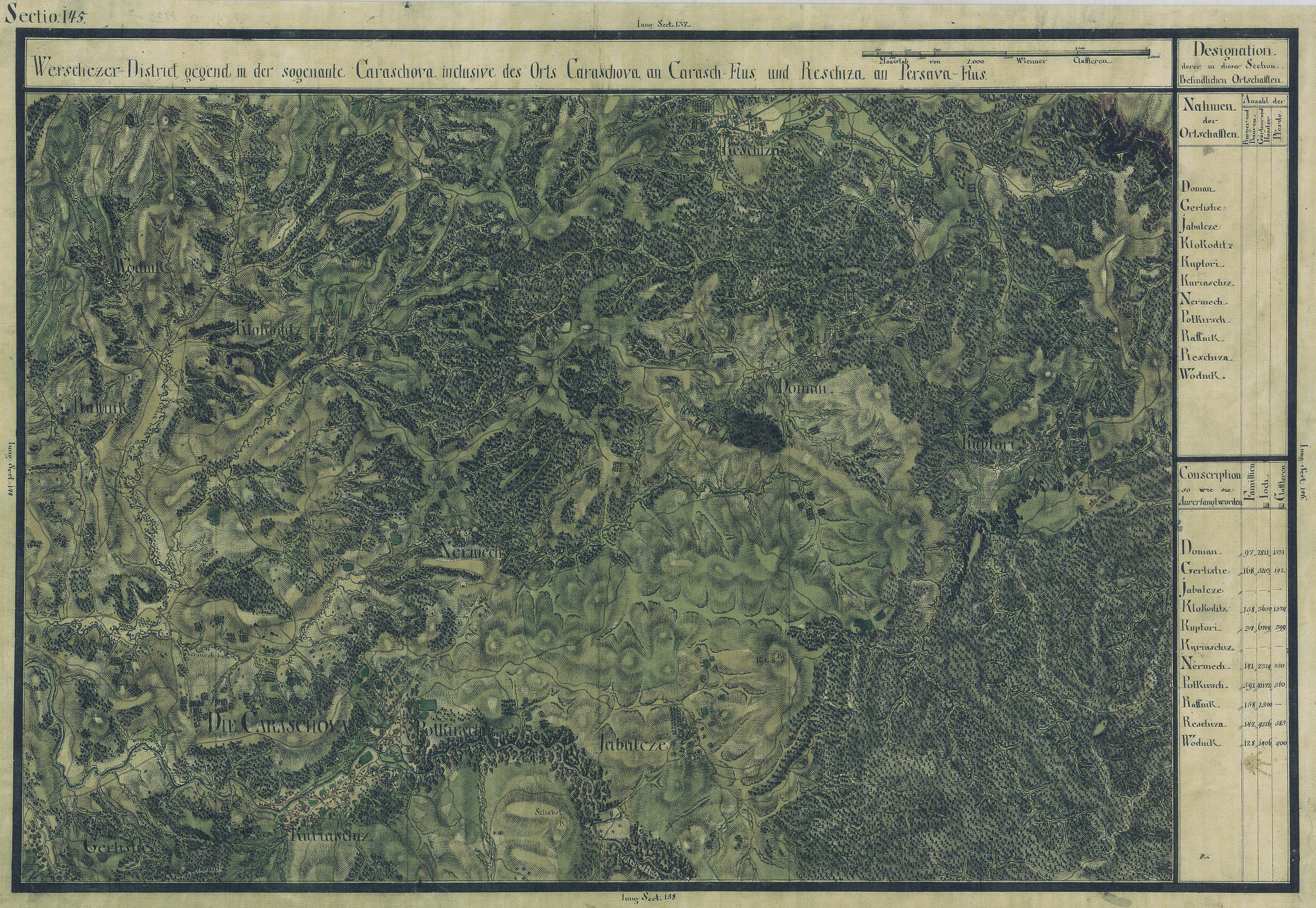
Krassóalmás egy régi térképen

- 1900-ban 422 lakosából 407 volt krassován, 8 román, 5 német és 2 magyar anyanyelvű; 412 római katolikus, 9 ortodox  és 1 görögkatolikus vallású.
- 1992-ben 277 lakosából 146 volt horvát, 71 krassován, 5 román, 3 magyar és 2 cigány nemzetiségű, 268 római katolikus, 4 ortodox és 5 egyéb vallású.